# Saint-Menoux

Saint-Martinien este o comună în departamentul Allier din centrul Franței. În 1 ianuarie 2022 avea o populație de 1.135 de locuitori.